# Johann Philipp Mattlener

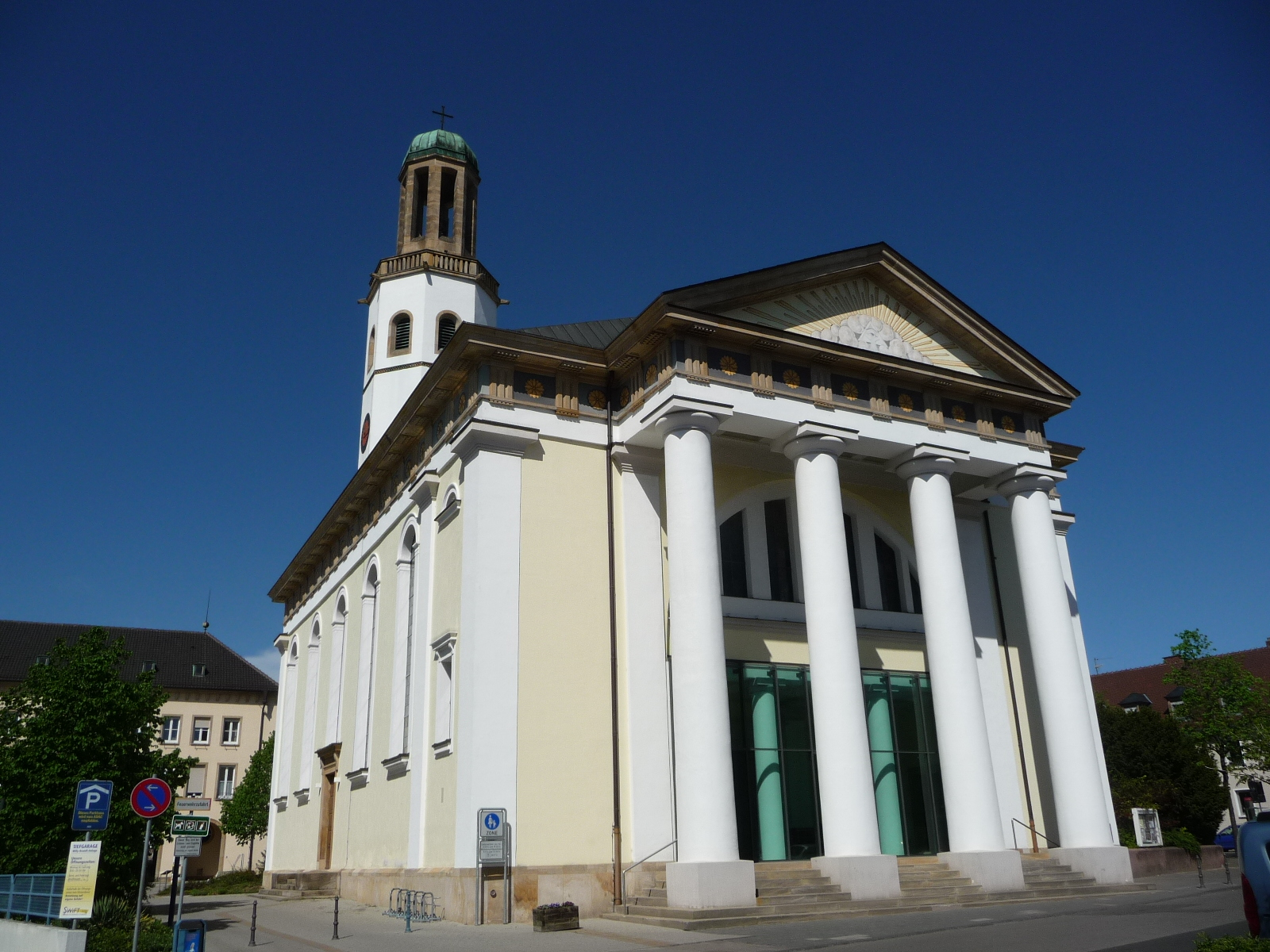
Zwölf-Apostel-Kirche, Frankenthal (Pfalz), 1820–23

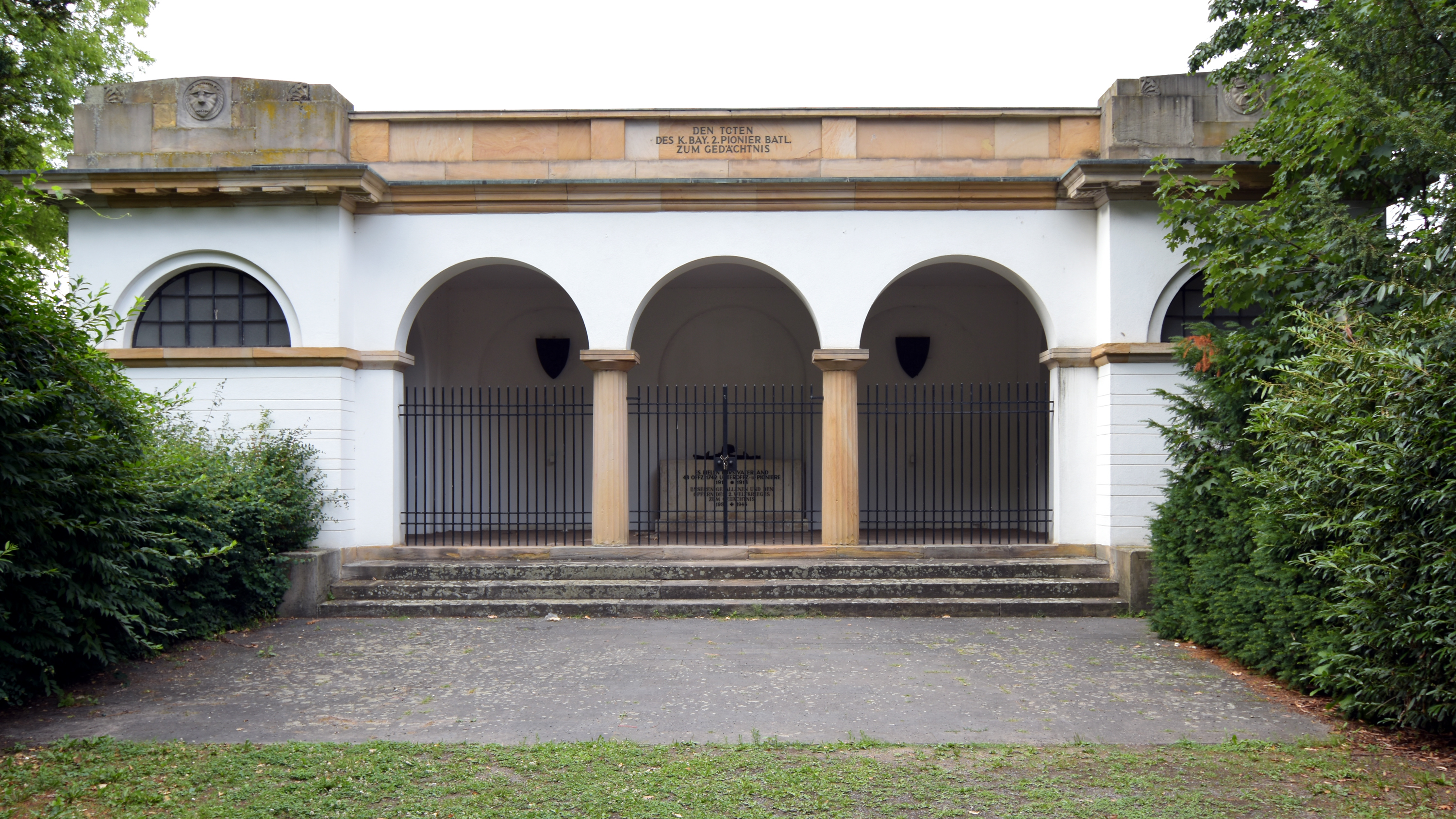
Antikenhalle Speyer, 1826

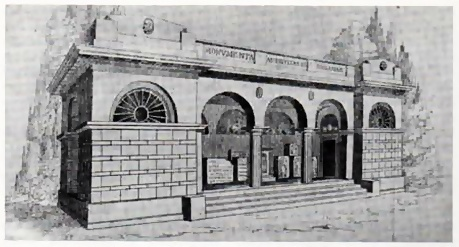
Eigene Zeichnung der von ihm erbauten Antikenhalle

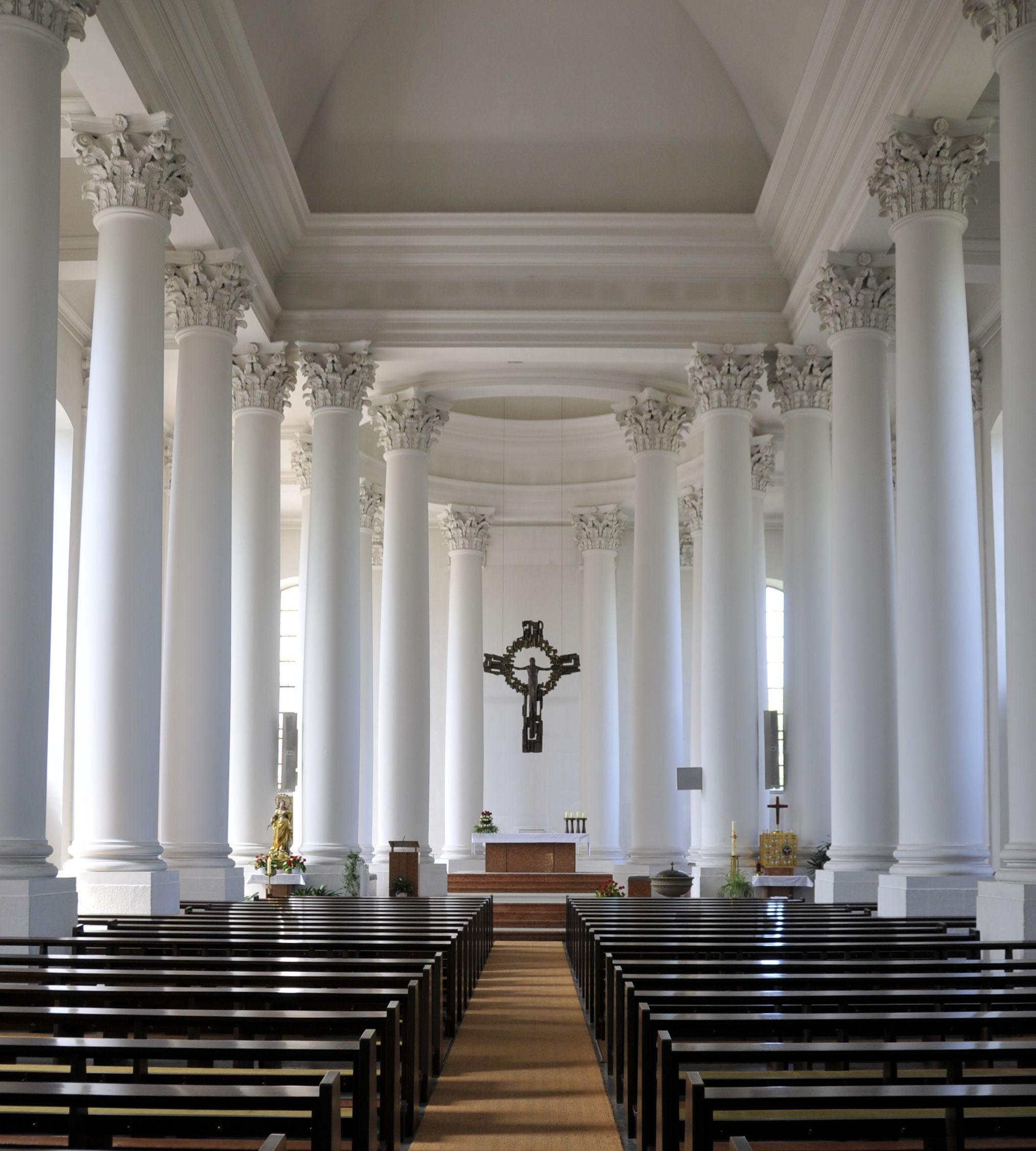
Innenraum der Pfarrkirche Mariä Himmelfahrt, Neustadt an der Saale, 1834–36

Johann Philipp Mattlener, zuweilen auch Madlener oder Mattlehner (* 1785 in Molsberg, Westerwald; † 26. Juni 1857 in Würzburg) war ein deutscher Zeichner, Bauingenieur und Architekt im Dienste des Königreichs Bayern.

## Leben und Wirken
Über Mattleners frühes Leben ist wenig bekannt. Er war ein Schüler Friedrich Weinbrenners (1766–1826) und dessen klassizistischen Stil verhaftet. Unter Emmerich Joseph von Dalberg fungierte er um 1808 als verantwortlicher Bauleiter beim Umbau dessen Herrnsheimer Schlosses, nach Plänen von Jakob Friedrich Dyckerhoff.
1816 trat Mattlener in bayerische Staatsdienste. 1825 arbeitete er als Bauconducteur der Regierung des  Rheinkreises zu Speyer, wo er am 9. Oktober des Jahres die verwitwete Johanna Maria geb. Pallant heiratete. Sein erstes größeres Werk in dieser Eigenschaft ist die protestantische Zwölf-Apostel-Kirche in Frankenthal, ein imposantes, klassizistisches Gebäude, in welches er den historischen Turm der Erkenbert-Ruine integrierte. Die Kirche entstand 1820–1823 seinen Plänen, erlitt im Zweiten Weltkrieg schwere Schäden, wurde aber wieder renoviert. 1822 baute man nach Mattleners Entwürfen das historische Rathaus von Mutterstadt um und 1826 errichtete er im Auftrag des Regierungspräsidenten Joseph von Stichaner die sogenannte Antikenhalle neben dem Speyerer Dom. Sie sollte der Ausstellung und repräsentativen Aufbewahrung römischer Funde aus dem Rheinkreis dienen, wurde aber schon bald zu klein. Seit 1930 ist sie zum Ehrenmal des 2. Königlich Bayerischen Pionier-Bataillons umgestaltet.
Etwa seit 1830 fungierte Johann Philipp Mattlener als Kreis-Bau-Ingenieur des Untermainkreises in Würzburg. Auch hier entwarf er verschiedene Gebäude. Nach seinen Plänen wurden die beiden sich ähnelnden Kirchen in Partenstein errichtet und er gestaltete 1834–1836 den Innenraum der schon bestehenden Pfarrkirche Mariä Himmelfahrt in Neustadt an der Saale. Für den Würzburger Kiliansdom entwarf er einen Tabernakel, der im Zweiten Weltkrieg unterging.
Mit Datum vom 9. Juli 1841 übernahm Mattlener die Stelle eines Kreis-Ingenieurs bei der Regierung von Schwaben und Neuburg.
Am 13. Mai 1848 trat Philipp Mattlener aufgrund geschwächter Gesundheit in den vorzeitigen Ruhestand. Er zog sich nach Würzburg zurück, wo er mit seiner Frau in der Kettengasse Nr. 8 wohnte und am 26. Juni 1857, im Alter von 72 Jahren starb. In seiner Pensionärszeit entwarf der Künstler einen Prozessionsschrein für die Häupter der Frankenapostel Kilian, Kolonat und Totnan.
Johann Philipp Mattlener fertigte öfter Zeichnungen zu seinen Projekten, aber im Regierungs- bzw. Kirchenauftrag auch von aufgefundenen Altertümern, Grabplatten, Inschriften und dergleichen. Es existiert von ihm im Stadtarchiv Speyer eine sehr detaillierte Darstellung seiner Antikenhalle. Auch mehrere Abbildungen von historischen Fundstücken, die er für den Speyerer Regierungspräsidenten Stichaner gezeichnet hatte, blieben erhalten.
Philipp Müller (1804–1870), Theologe und Rektor des Campo Santo Teutonico in Rom, war Mattleners Neffe und lebte zeitweise bei ihm in Speyer.

## Galerie

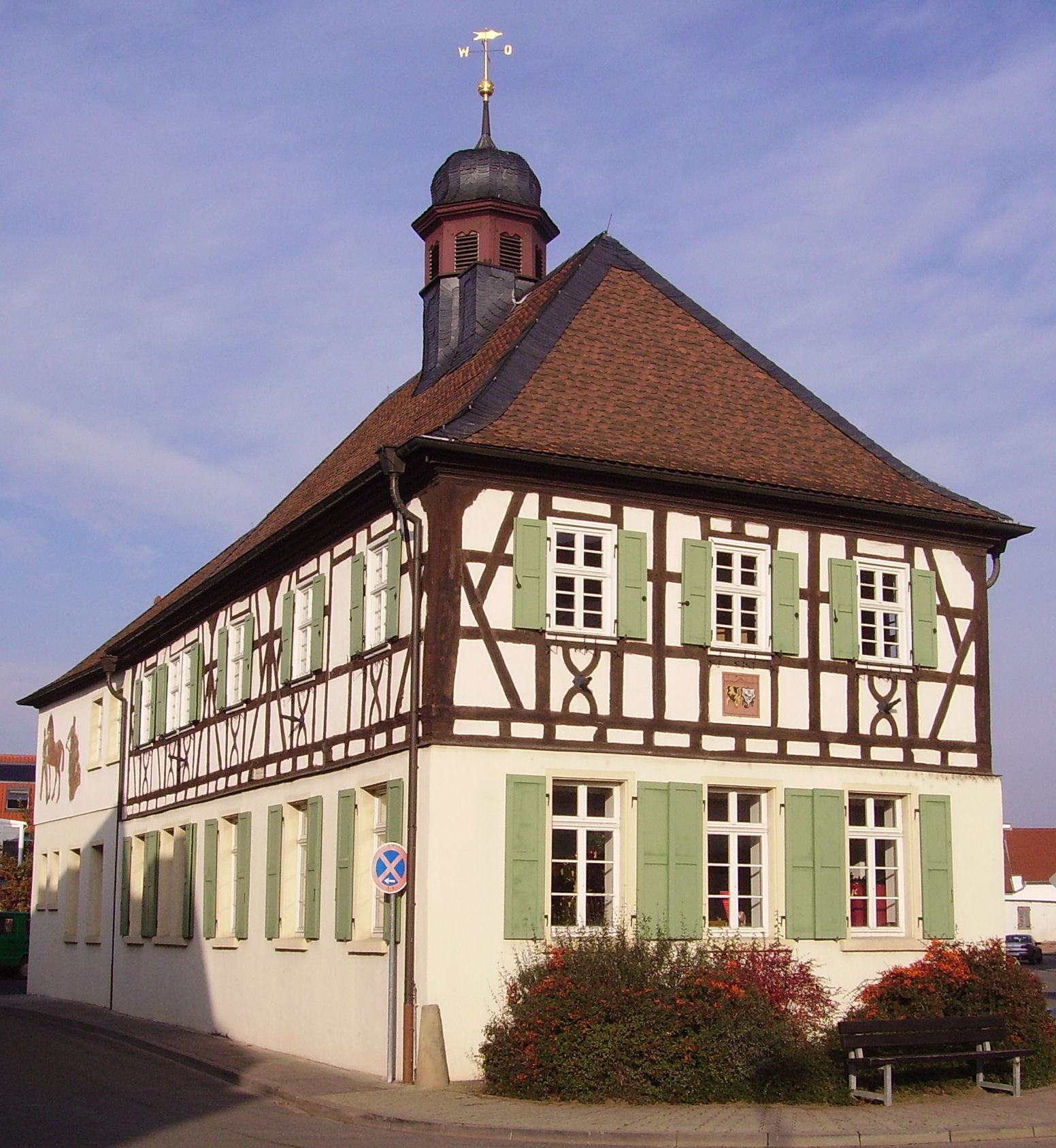
Das von Mattlener umgebaute alte Rathaus in Mutterstadt
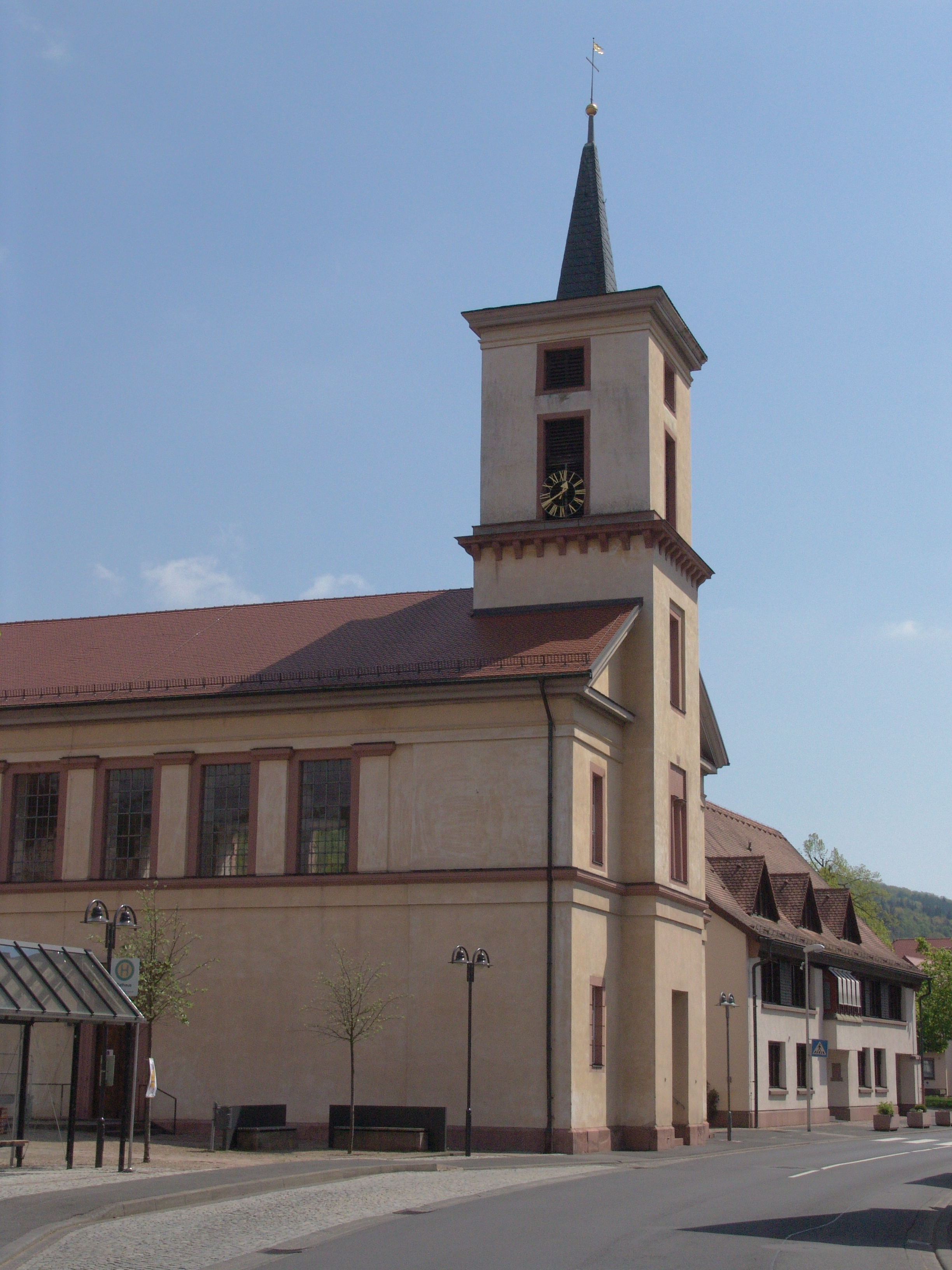
Evangelische Christuskirche in Partenstein
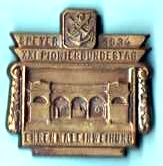
Abzeichen zum XXI. Bayerischen Pionier-Bundestag, Speyer 1934, mit Motiv der Speyerer Antikenhalle von Johann Philipp Mattlener
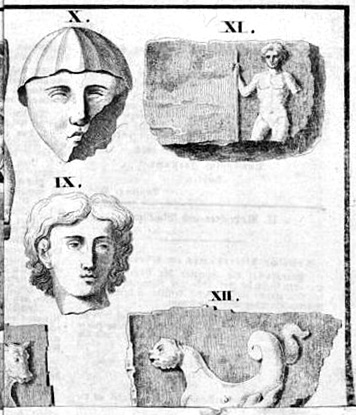
Antikenzeichnungen von Johann Philipp Mattlener, 1824